# Río Rahue (vattendrag i Región de la Araucanía)
Río Rahue är ett vattendrag  i Chile.   Det ligger i regionen Región de la Araucanía, i den södra delen av landet, 600 km söder om huvudstaden Santiago de Chile.
Omgivningen kring Río Rahue är i huvudsak ett öppet busklandskap och området är mycket glesbefolkat, med 3 invånare per kvadratkilometer.